# Мирнівка
Ми́рнівка (до 1948 року — Джурьґю́н, крим. Cürgün) — село Джанкойського району Автономної Республіки Крим. Населення становить 1 483 особи. Орган місцевого самоврядування — Мирнівська сільська рада. Розташоване в центрі району.

## Географія
Мирнівка — село в центрі району, у степовому Криму, на річці Мирнівка, яка впадає в Сиваш, висота над рівнем моря — 12 м. Сусідні села: Рисакове за 3 км на південь, Ярке за 2,5 км на захід та Дмитрівка за 3 км на схід. Відстань до райцентру — близько 5 кілометрів, там же найближча залізнична станція

## Історія
Перша документальна згадка села зустрічається в Камеральному Описі Криму … 1784 року, судячи з якого, в останній період Кримського ханства Чуркун входив в Борулчанський кадилик Карасубазарського каймакамства. Після анексії Криму Російською імперією (8) 19 квітня 1783 року , (8) 19 лютого 1784 року, на території колишнього Кримського Ханства була утворена Таврійська область і село було приписане до Перекопського повіту . Після Павловських реформ, з 1796 по 1802 рік, входило в Перекопський повіт Новоросійської губернії. За новим адміністративним поділом, після створення 8 (20) жовтня 1802 года Таврійської губернії , Джюрґюн був включений до складу Бозгозької волості Перекопського повіту.
За Відомостями про всі селища в Перекопському повіті … від 21 жовтня 1805 року, у селі Джюрґюн значилося 18 дворів і 113 жителів, виключно кримських татар. На військово-топографічній карті 1817 село Юркюн  позначений з 24 дворами. Після реформи волосного поділу 1829 року Джюрґюн, згідно «Відомостей про казенні волості Таврійської губернії 1829 року» віднесли до Ельвігазанської волості . Потім, мабуть, внаслідок еміграції кримських татар в Туреччину село спорожніло і на карті 1842 року Джюрґюн позначений умовним знаком «мале село», тобто, менше 5 дворів.
У 1860-х роках, після земської реформи Олександра II, село приписали до Ішунської волості. Згідно «Пам'ятної книги Таврійської губернії за 1867 рік», село стояло покинутим, з огляду на еміграцію кримських татар, особливо масової після Кримської війни 1853—1856 років, в Туреччину та її заселяли українці з Полтавської і Київської губерній. Згідно  «Списку населених місць Таврійської губернії за відомостями 1864 року», складеному за результатами VIII ревізії 1864 року, Джюрґюн — вже власницьке село з 8 дворами і 31 жителем при колодязях. На триверстовій мапі 1865—1876 року в селі Джюрґюн 3 двори, на хуторі Мирнова (називався за прізвищем власника ) — 6. потім, мабуть, внаслідок еміграції кримських татар, особливо масової після Кримської війни 1853—1856 років, в Туреччину, село Джюрґюн спорожніло і назву стали застосовувати і до хутора. За «Пам'ятною книгою Таврійської губернії 1889 року», за результатами Х ревізії 1887 року в селі Мирнівка значилося 26 дворів і 159 жителів.
Після земської реформи 1890 року Джюрґюн віднесли до Богемської волості. Згідно  «… Пам'ятної книги Таврійської губернії за 1892 рік», у селі було 117 жителів в 20 домогосподарствах. У 1896 році Мирнов продав землю німцям (це були лютерани і католики), який заснував колонію  . За  «… Пам'ятною книгою Таврійської губернії за 1900 рік» в Джюрґюні (Мирнівці) значилося 136 жителів в 26 дворі. З енциклопедичного словника  «Німці Росії»  відомо, що в 1911 році в Джюрґюн-Мирнівка всього було 130 жителів. В  Статистичному довіднику Таврійської губернії 1915 року, у Богемській волості Перекопського повіту значиться село Джюргань , з населенням 159 осіб .
Після встановлення в Криму Радянської влади, за постановою Кримревкома від 8 січня 1921 року № 206 «Про зміну адміністративних кордонів» була скасована волосна система і в складі Джанкойського повіту був створений Джанкойський район . У 1922 році повіти перетворили в округи . 11 жовтня 1923 року, згідно з постановою ВЦВК, в адміністративний поділ Кримської АРСР були внесені зміни, у результаті яких округу були ліквідовані, основною адміністративною одиницею став Джанкойський район  і село включили до його складу. Згідно Списку населених пунктів Кримської АРСР за Всесоюзним переписом від 17 грудня 1926 року, село Джюрґюн-Мирнівка, з населенням 277 осіб, з яких було 256 німців , входило до складу Мар'їнської сільради Джанкойського району . Постановою ВЦВК  «Про реорганізацію мережі районів Кримської АРСР» від 30 жовтня 1930 року, був знову створений Біюк-Онларський район, цього разу - як німецький національний  в який включили село. Час передачі назад в Джанкойський район поки не встановлено.
Незабаром після початку Німецько-радянської війни, 18 серпня 1941 року кримські німці були виселені, спочатку в Ставропольський край, а потім в Сибір і північний Казахстан . Після звільнення Криму від фашистів в квітні 12 серпня 1944 року було прийнято постанову № ГОКО-6372с «Про переселення колгоспників в райони Криму»  та у вересні 1944 року в район приїхали перші новосели (27 сімей) з Кам'янець-Подільської і Київської областей, а на початку 1950-х років пішла друга хвиля переселенців з різних областей України . Указом Президії Верховної Ради Російської РФСР від 18 травня 1948 року, Джюрґюн-Мирнівка (зустрічалися варіанти Джюрґюн і Мирнівка), вже Джанкойського району, перейменували в Мирнівку. У повоєнний час село входило в Дніпровську сілраду, в 1979 році центр ради був перенесений в Мирнівку.

## Хутір Джюрґюн
Німецький хутір, що розташовувався в декількох кілометрах на захід від села. Час виникнення не з'ясований, згідно Списку населених пунктів Кримської АРСР за Всесоюзним переписом від 17 грудня 1926 року, хутір Джюрґюнь-Мирнівка, з населенням 8 осіб, всі німці , значився в складі Мар'їнського сільради Джанкойського району . Подальша історія поки не встановлена.